# Boston shaker
Een Boston shaker is een type cocktailshaker die uit twee delen bestaat, een mengglas en (meestal een rvs) beker die over het glas valt.
Als men de beker over het met dranken en ijs gevulde glas zet, sluit dit alles af, en is het mogelijk om de inhoud te shaken.
Ditzelfde kan ook met een 3-delige shaker die, in tegenstelling tot de Boston shaker, een ingebouwde zeef heeft.
Voor de boston shakers zijn verschillende strainers te krijgen, die precies het mengglas of de beker afsluiten.